# Adam Krieger
Adam Krieger   (Drezdenko, 7 de gener de 1634 - Dresden, 30 de juny de 1666) va ser un compositor alemany.

## Biografia
Nascut a Driesen, Neumark, va estudiar orgue amb Samuel Scheidt a Halle. Va succeir a Johann Rosenmüller com a organista a Leipzig a l'Església de Sant Nicolau (1655-1657) i va fundar la ciutat de "Collegium Musicum" abans de decidir-se per la resta de la seva carrera en Dresden.
Krieger va compondre i versificar nombroses cançons. La seva fama es basa en el seu paper pioner en el desenvolupament del solo Lied. La seva primera col·lecció de cançons va aparèixer el 1657; estan marcats per melodies senzilles semblants al folk. La seva segona col·lecció dArien (1667) sobreviu i ha estat editada al vol. 19 de "Denkmäler deutscher Tonkunst". La seva cançó més famosa és "Nun sich der Tag geendet hat" (anglès: "Ara el dia ha acabat"), que es pot trobar a l'himnal de l'església luterana.
Adam Krieger no té relació amb els compositors alemanys posteriors Johann Philipp Krieger i Johann Krieger.